# Inger Jalakas
Inger Marianne Elisabeth Jalakas, född 15 december 1951 i Nässjö församling i Jönköpings län, är en svensk frilansjournalist och författare. Hon studerade matematik och geovetenskap vid Göteborgs universitet 1975–1976 och journalistik i Göteborg 1978–1979.
Åren 1981–1989 var hon gift med journalisten Peter Wennö.